# IV Cumbre de la CELAC de 2016
La IV  Cumbre de la Comunidad de Estados Latinoamericanos y Caribeños (CELAC) se realizó del 26 al 27 de enero de 2016, en la Sede de la Unión de Naciones Suramericanas (UNASUR) en la ciudad de Quito (Mitad del Mundo).
La XVI Reunión de Coordinadores Nacionales de la CELAC se realizó del 24 al 25 de enero de 2016, en el  Palacio de Najas, sede del Ministerio de Relaciones Exteriores y Movilidad Humana.
En el marco de la IV Cumbre de CELAC se realizó la ceremonia de traspaso de la Presidencia Pro Témpore a la República Dominicana.

## Acerca de la CELAC
La Comunidad de Estados Latinoamericanos y Caribeños (Celac; en portugués: Comunidade dos Estados Latino-Americanos e Caribenhos; en francés: Communauté des États Latino-américains et Caribéens) es un organismo intergubernamental de ámbito regional, heredero del Grupo de Río y la CALC, la Cumbre de América Latina y del Caribe que promueve la integración y desarrollo de los países latinoamericanos y caribeños.
La Celac fue creada el martes 23 de febrero de 2010 en sesión de la Cumbre de la unidad de América Latina y el Caribe, en Playa del Carmen (México). Posteriormente, en la Cumbre de Caracas (Venezuela), realizada los días 2 y 3 de diciembre de 2011, quedó constituida definitivamente la Celac. La I Cumbre de la Celac se celebró en Chile en enero de 2013, mientras que la II Cumbre se llevó a cabo en La Habana (Cuba) los días 28 y 29 de enero de 2014. En 2015 la cumbre tuvo como país sede la nación centroamericana de Costa Rica quién le dejó la presidencia pro tempore a la República del Ecuador donde se realizó la 4.ª Cumbre en Quito los días 27 y 28 de enero de 2016, donde le dejará la presidencia pro tempore a la República Dominicana quién ejercerá la presidencia del bloque para el período que abarca desde el 27 de enero del año en turno hasta enero de 2017 cuando se realice la cumbre en Santo Domingo, cuya fecha se desconoce. 
La población total de los países integrados en la Celac rondaría los 600 millones de habitantes y el territorio una extensión de más de 20 millones de kilómetros cuadrados.

## Países participantes
- Antigua y Barbuda
- Argentina
- Bahamas
- Barbados
- Belice
- Bolivia
- Brasil
- Chile
- Colombia
- Costa Rica
- Cuba
- Dominica
- Ecuador
- El Salvador
- Guatemala
- Granada
- Guyana
- Haití
- Honduras
- Jamaica
- México
- Nicaragua
- Panamá
- Paraguay
- Perú
- República Dominicana
- San Cristóbal y Nieves
- Santa Lucía
- San Vicente y las Granadinas
- Surinam
- Trinidad y Tobago
- Uruguay
- Venezuela